# Hetmans du royaume de Pologne et du grand-duché de Lituanie
Les hetmans du royaume de Pologne ou hetmans de la Couronne (hetmani koronni) et les hetmans du grand-duché de Lituanie (hetmani litewscy) sont les responsables militaires les plus haut placés de la république des Deux Nations. 
Ils ne sont pas rémunérés par le trésor royal.

## Le grand hetman de la Couronne (1505-1585)
Le titre de grand hetman de la Couronne (hetman wielki koronny) est créé en 1505. Il sera donné au chef de l'armée du royaume de Pologne (aussi appelé « la Couronne », Korona) jusqu'en 1581. 
Au départ, il peut être délivré pour la durée d'une campagne ou de la guerre. Plus tard, comme tous les titres en usage dans le royaume de Pologne et au sein de la République, il devient  permanent. Il ne peut être révoqué à moins de trahison avérée. 

## Grands hetmans et hetmans (à partir de 1585)
Dès la fin du XVIe siècle, il y a quatre hetmans dans la république des Deux Nations (créée par l'union de Lublin en 1569) : le grand hetman de la Couronne, l'hetman de la Couronne (hetman polny koronny), le grand hetman de Lituanie (hetman wielki litewski) et l'hetman de Lituanie (hetman polny litewski). 
Au cours des opérations militaires conjointes de la Couronne et du grand-duché de Lituanie, le grand hetman de la Couronne est généralement considéré comme supérieur aux autres hetmans et sert comme commandant en chef lorsque les actions de guerre se déroulent le long des frontières du grand-duché. 

### Les hetmans de la Couronne
Le grand hetman de la Couronne est généralement à la tête de l'armée de métier et des mobilisés. En temps de paix il demeure dans la capitale. Garant des intérêts de l'armée et planifiant les campagnes militaires, il participe aux décisions politiques. 
L'hetman de la Couronne est son subordonné ; sur le champ de bataille, il commande les mercenaires et l'artillerie. En temps de paix, il est généralement affecté sur les frontières orientales et méridionales de la République et commande toutes les forces locales contre les fréquentes escarmouches et incursions de l'Empire ottoman et de ses vassaux. 

### Les hetmans de Lituanie
Le grand hetman de Lituanie commande la garde du grand-duc, tandis que l'hetman commande la milice. Plus tard, cette différence disparaît et ils reçoivent les mêmes titres que les hetmans de la Couronne, mais contrairement à son homologue polonais, l'hetman de Lituanie a le plein contrôle de l'armée et n'est pas subordonné au grand hetman[pas clair].

## Responsabilités et privilèges

### Compétences des hetmans
Les compétences et privilèges de l'hetman sont précisés pour la première fois officiellement en 1527, dans l'acte de nomination de Jan Tarnowski :
- stratégie militaire, planification et organisation des campagnes militaires ;
- recrutement et organisation de l'armée régulière (Wojsko kwarciane) et des mercenaires ;
- commandement de forces cosaques et de leurs atamans, choisis par les hetmans pour un contrat de deux ans ;
- nomination et promotion des officiers ;
- choix de lieux d'approvisionnement des unités, pouvant devenir un lourd fardeau pour les villes ;
- contrôle des finances de l'armée, y compris les soldes ;
- contrôle de la justice militaire, qui inclut la peine capitale en temps de guerre ;
- mise au point des lois et règlements pour l'armée ;
- traitement des plaintes des civils contre l'armée et évaluation des dédommagements appropriés.

Les hetmans ont leurs propres émissaires auprès de pays comme l'Empire ottoman, la principauté de Moldavie, le khanat de Crimée et la principauté de Valachie ; la situation est en effet très changeante dans ces régions éloignées de la capitale, Cracovie puis Varsovie, et l'hetman la connait mieux que le gouvernement central.

### Limites de leurs compétences
L'hetman ne commande pas aux troupes de la cour royale, ni à la garde royale, ni aux unités équipées par les villes ou par des particuliers. Cependant, en temps de guerre, ces unités se placent en général volontairement sous l'autorité des hetmans. 
L'hetman n'a pas de contrôle direct sur la levée en masse (pospolite ruszenie), mais il peut en donner l'ordre aux officiers qui en sont chargés (les regimentarz).
L'hetman n'a aucun contrôle sur la marine.

## Liste des hetmans

### Hetmans de la Couronne (1492-1794)
| Grands hetmans de la Couronne | Grands hetmans de la Couronne | Grands hetmans de la Couronne |
| Depuis                        | Jusque                        |                               |
| ----------------------------- | ----------------------------- | ----------------------------- |
| 1503                          | 1515                          | Mikołaj Kamieniecki           |
| 1515                          | 1526                          | Mikołaj Firlej                |
| 1526                          | 1527                          | vacant                        |
| 1527                          | 1561                          | Jan Tarnowski                 |
| 1561                          | 1569                          | Mikołaj Sieniawski            |
| 1569                          | 1575                          | Jerzy Jazłowiecki             |
| 1579                          | 1580                          | Mikołaj Mielecki              |
| 1581                          | 1605                          | Jan Zamoyski                  |
| 1605                          | 1613                          | vacant                        |
| 1613                          | 1620                          | Stanisław Żółkiewski          |
| 1620                          | 1632                          | vacant                        |
| 1632                          | 1646                          | Stanisław Koniecpolski        |
| 1646                          | 1651                          | Mikołaj Potocki               |
| 1651                          | 1654                          | vacant                        |
| 1654                          | 1667                          | Stanisław Potocki             |
| 1668                          | 1674                          | Jan Sobieski                  |
| 1674                          | 1676                          | vacant                        |
| 1676                          | 1682                          | Dymitr Jerzy Wiśniowiecki     |
| 1682                          | 1683                          | vacant                        |
| 1683                          | 1702                          | Stanisław Jan Jabłonowski     |
| 1702                          | 1702                          | Feliks Kazimierz Potocki      |
| 1702                          | 1706                          | Hieronim Augustyn Lubomirski  |
| 1706                          | 1726                          | Adam Mikołaj Sieniawski       |
| 1726                          | 1728                          | Stanisław Mateusz Rzewuski    |
| 1728                          | 1735                          | vacant                        |
| 1735                          | 1751                          | Józef Potocki                 |
| 1751                          | 1752                          | vacant                        |
| 1752                          | 1771                          | Jan Klemens Branicki          |
| 1773                          | 1773                          | Wacław Rzewuski               |
| 1774                          | 1793                          | Franciszek Ksawery Branicki   |
| 1793                          | 1794                          | Piotr Ożarowski               |

| Hetmans de la Couronne | Hetmans de la Couronne | Hetmans de la Couronne       |
| Depuis                 | Jusque                 |                              |
| ---------------------- | ---------------------- | ---------------------------- |
| 1492                   | 1499                   | Stanisław Chodecki           |
| 1499                   | 1501                   | Piotr Myszkowski             |
| 1501                   | 1505                   | Stanisław Chodecki           |
| 1505                   | 1509                   | Jan Kamieniecki              |
| 1509                   | 1520                   | Jan Tworowski                |
| 1520                   | 1528                   | Marcin Kamieniecki           |
| 1529                   | 1539                   | Jan Koła                     |
| 1539                   | 1561                   | Mikołaj Sieniawski (fils)    |
| 1561                   | 1569                   | vacant                       |
| 1569                   | 1575                   | Jerzy Jazłowiecki            |
| 1575                   | 1584                   | Mikołaj Sieniawski (fils)    |
| 1584                   | 1588                   | vacant                       |
| 1588                   | 1613                   | Stanisław Żółkiewski         |
| 1613                   | 1618                   | vacant                       |
| 1618                   | 1632                   | Stanisław Koniecpolski       |
| 1632                   | 1633                   | vacant                       |
| 1633                   | 1636                   | Marcin Kazanowski            |
| 1636                   | 1637                   | vacant                       |
| 1637                   | 1646                   | Mikołaj Potocki              |
| 1646                   | 1652                   | Marcin Kalinowski            |
| 1652                   | 1654                   | Stanisław Potocki            |
| 1654                   | 1657                   | Stanisław Lanckoroński       |
| 1657                   | 1664                   | Jerzy Lubomirski             |
| 1664                   | 1665                   | Stefan Czarniecki            |
| 1665                   | 1666                   | vacant                       |
| 1666                   | 1667                   | Jan Sobieski                 |
| 1667                   | 1676                   | Dymitr Jerzy Wiśniowiecki    |
| 1682                   | 1683                   | Stanisław Jan Jabłonowski    |
| 1682                   | 1683                   | Mikołaj Hieronim Sieniawski  |
| 1684                   | 1691                   | Andrzej Potocki              |
| 1691                   | 1692                   | vacant                       |
| 1692                   | 1702                   | Feliks Kazimierz Potocki     |
| 1702                   | 1702                   | Hieronim Augustyn Lubomirski |
| 1702                   | 1706                   | Adam Mikołaj Sieniawski      |
| 1706                   | 1726                   | Stanisław Mateusz Rzewuski   |
| 1726                   | 1728                   | Stanisław Chomętowski        |
| 1728                   | 1736                   | vacant                       |
| 1736                   | 1752                   | Jan Klemens Branicki         |
| 1752                   | 1773                   | Wacław Rzewuski              |
| 1774                   | 1774                   | Franciszek Ksawery Branicki  |
| 1774                   | 1794                   | Seweryn Rzewuski             |

### Hetmans du grand-duché de Lituanie (1497-1794)
| Grands hetmans du grand-duché de Lituanie | Grands hetmans du grand-duché de Lituanie | Grands hetmans du grand-duché de Lituanie |
| Depuis                                    | Jusque                                    |                                           |
| ----------------------------------------- | ----------------------------------------- | ----------------------------------------- |
| 1497                                      | 1500                                      | Konstanty Ostrogski                       |
| 1500                                      | 1501                                      | Semen Holszański                          |
| 1501                                      | 1502                                      | Stanisław Kęsgaila                        |
| 1503                                      | 1507                                      | Stanisław Kiszka                          |
| 1507                                      | 1530                                      | Konstanty Ostrogski                       |
| 1530                                      | 1531                                      | vacant                                    |
| 1531                                      | 1541                                      | Jerzy Radziwiłł                           |
| 1541                                      | 1553                                      | vacant                                    |
| 1553                                      | 1566                                      | Mikołaj Radziwiłł Rudy                    |
| 1566                                      | 1572                                      | Grzegorz Chodkiewicz                      |
| 1572                                      | 1576                                      | vacant                                    |
| 1576                                      | 1584                                      | Krzysztof Mikołaj Radziwiłł               |
| 1584                                      | 1589                                      | vacant                                    |
| 1589                                      | 1603                                      | Krzysztof Mikołaj Radziwiłł               |
| 1605                                      | 1621                                      | Jan Karol Chodkiewicz                     |
| 1621                                      | 1625                                      | vacant                                    |
| 1625                                      | 1633                                      | Lew Sapieha                               |
| 1633                                      | 1635                                      | vacant                                    |
| 1535                                      | 1640                                      | Krzysztof Radziwiłł                       |
| 1640                                      | 1646                                      | vacant                                    |
| 1646                                      | 1654                                      | Jan Kiszka                                |
| 1654                                      | 1655                                      | Janusz Radziwiłł                          |
| 1656                                      | 1665                                      | Paweł Jan Sapieha                         |
| 1665                                      | 1667                                      | vacant                                    |
| 1667                                      | 1682                                      | Michał Kazimierz Pac                      |
| 1682                                      | 1703                                      | Kazimierz Jan Sapieha                     |
| 1703                                      | 1707                                      | Michał Wiśniowiecki                       |
| 1707                                      | 1708                                      | Kazimierz Jan Sapieha                     |
| 1708                                      | 1709                                      | Jan Kazimierz Sapieha                     |
| 1709                                      | 1709                                      | Grzegorz Ogiński                          |
| 1709                                      | 1730                                      | Ludwik Pociej                             |
| 1730                                      | 1735                                      | vacant                                    |
| 1735                                      | 1744                                      | Michał Wiśniowiecki                       |
| 1744                                      | 1762                                      | Michał Kazimierz Radziwiłł dit Rybeńko    |
| 1762                                      | 1768                                      | Michał Massalski                          |
| 1768                                      | 1793                                      | Michał Kazimierz Ogiński                  |
| 1793                                      | 1794                                      | Szymon Kossakowski                        |

| Hetmans du grand-duché de Lituanie | Hetmans du grand-duché de Lituanie | Hetmans du grand-duché de Lituanie     |
| Depuis                             | Jusque                             |                                        |
| ---------------------------------- | ---------------------------------- | -------------------------------------- |
| 1521                               | 1531                               | Jerzy Radziwiłł                        |
| 1531                               | 1536                               | vacant                                 |
| 1536                               | 1541                               | Andrzej Niemirowicz                    |
| 1541                               | 1561                               | vacant                                 |
| 1561                               | 1566                               | Grzegorz Chodkiewicz                   |
| 1566                               | 1567                               | vacant                                 |
| 1567                               | 1571                               | Roman Sanguszko                        |
| 1571                               | 1572                               | vacant                                 |
| 1572                               | 1589                               | Krzysztof Mikołaj Radziwiłł            |
| 1589                               | 1600                               | vacant                                 |
| 1600                               | 1605                               | Jan Karol Chodkiewicz                  |
| 1605                               | 1615                               | vacant                                 |
| 1615                               | 1635                               | Krzysztof Radziwiłł                    |
| 1635                               | 1646                               | Jan Kiszka                             |
| 1646                               | 1654                               | Janusz Radziwiłł                       |
| 1654                               | 1662                               | Wincenty Gosiewski                     |
| 1663                               | 1667                               | Michał Kazimierz Pac                   |
| 1667                               | 1668                               | Władysław Wołłowicz                    |
| 1668                               | 1680                               | Michał Kazimierz Radziwiłł             |
| 1680                               | 1682                               | Kazimierz Jan Sapieha                  |
| 1682                               | 1684                               | Jan Ogiński                            |
| 1684                               | 1685                               | vacant                                 |
| 1685                               | 1701                               | Józef Słuszka                          |
| 1702                               | 1703                               | Michał Wiśniowiecki                    |
| 1703                               | 1709                               | Grzegorz Ogiński                       |
| 1707                               | 1709                               | Michał Wiśniowiecki                    |
| 1709                               | 1709                               | Ludwik Pociej                          |
| 1709                               | 1728                               | Stanisław Denhoff                      |
| 1728                               | 1735                               | vacant                                 |
| 1735                               | 1744                               | Michał Kazimierz Radziwiłł dit Rybeńko |
| 1744                               | 1762                               | Michał Massalski                       |
| 1762                               | 1775                               | Aleksander Sapieha                     |
| 1775                               | 1780                               | Józef Sosnowski                        |
| 1780                               | 1791                               | Ludwik Tyszkiewicz                     |
| 1791                               | 1792                               | vacant                                 |
| 1792                               | 1793                               | Szymon Kossakowski                     |
| 1793                               | 1794                               | Józef Zabiełło                         |